# 商州直隸州
商州直隸州，清代陝西省的直隸州。

商州在陕西省的位置（1820年）

评介：繁，疲，難。隸潼商道。明朝时，屬西安府。雍正三年（1725年），升直隸州。領縣四：鎮安縣、雒南縣、山陽縣、商南縣。1913年，废为商县。